# Agustín Alonso
Pour les articles homonymes, voir Alonso.
Alonso  Torres est un nom espagnol. Le premier nom de famille, en général paternel, est Alonso ; le second, en général maternel, souvent omis, est Torres.
Agustín Alonso Torres (né le 18 juin 1996) est un coureur cycliste uruguayen. Il a notamment remporté le Tour d'Uruguay en 2022.

## Biographie
Agustín Alonso grandit au sein d'une famille de cyclistes. Son cousin Além Reyes a lui-même pratiqué ce sport en compétition, tout comme ses frères Alejandro et Mauricio,. À douze ans, il participe à ses premières courses sur route. Mais il arrête rapidement la compétition, car son père désapprouve son activité. Il ne fait son retour qu'à l'age de quinze ans dans le VTT. 
En 2018, il revient au cyclisme sur route en participant au Championnat d'Hiver de Montevideo, qui inaugure la saison cycliste uruguayenne. Il s'impose sur une épreuve, et termine deuxième du classement général. Ces performances lui permettent de rejoindre l'équipe locale Juventud de Las Piedras. 
En 2022, il devient champion d'Uruguay du contre-la-montre chez les élites. Quelques semaines plus tard, il connaît la consécration en s'imposant sur le Tour d'Uruguay. Il remporte également un nouveau titre de champion national dans l'épreuve chronométrée en 2024, devant les professionnels Eric Fagúndez et Thomas Silva.

## Palmarès
- 2018
  - 2e épreuve du Campeonato Invierno de Montevideo
  - 2e du Campeonato Invierno de Montevideo
- 2019
  -  Champion d'Uruguay du contre-la-montre espoirs
- 2022
  -  Champion d'Uruguay du contre-la-montre
  - Classement général du Tour d'Uruguay
  - 3e de la Vuelta Ciclista Chaná
- 2024
  -  Champion d'Uruguay du contre-la-montre
  - 8e étape de la Rutas de América (contre-la-montre)
  - 7e étape du Tour d'Uruguay (contre-la-montre)
  - 3e de la Vuelta Ciclista Chaná
- 2025
  - 1re étape du Tour de San Carlos (contre-la-montre)
  - 6e étape des Rutas de América
  - 5e étape (a) du Tour d'Uruguay (contre-la-montre)
  - 3e du championnat d'Uruguay du contre-la-montre
  - 3e de la Vuelta Ciclista Chaná

## Classements mondiaux
| Année                                 | 2022  | 2023 | 2024  |
| ------------------------------------- | ----- | ---- | ----- |
| Classement mondial                    | 1401e | nc   | 1096e |
| UCI America Tour                      | 192e  | nc   | nc    |
|                                       |       |      |       |
| Légende : nc = non classéSource : UCI |       |      |       |